# Ihr Kinderlein kommet
Ihr Kinderlein kommet (in italiano Venite, bambini) è il titolo con cui è maggiormente conosciuto il tradizionale canto natalizio tedesco Die Kinder bey der Krippe (in tedesco moderno Die Kinder bei der Krippe; in italiano I bambini presso la mangiatoia/il presepe), il cui testo è stato scritto dal prete cattolico e scrittore di opere religiose Christoph von Schmid (1768-1854) intorno al 1798 (o forse nel 1794 o nel 1796) e pubblicato per la prima volta nel 1811.
Il titolo con cui il brano è comunemente noto, ovvero Ihr Kinderlein kommet, deriva dalla prime parole del primo verso.
Il brano è normalmente accompagnato da una melodia, composta nel 1790 da Johann Abraham Peter Schulz (1747-1800).

## Storia
Christoph von Schmid, prete cattolico e scrittore ecclesiastico era solito comporre piccoli racconti per i bambini a scopo pedagogico e fu mosso dalle stesse ragioni anche quando, a Thannhausen nel 1798, redasse la poesia in otto versi Die Kinder bey der Krippe. Il testo venne quindi pubblicato dallo stesso autore per la prima volta nel 1811 e, successivamente, nel 1818 nella raccolta intitolata Blüthen dem blühenden Alter gewidmet.
Nel 1832 il testo venne pubblicato da Friedrich Heinrich Eickhoff (1807-1886) nella raccolta Sechzig deutsche Lieder für dreißig Pfennig (ovvero: Sessanta canzoni tedesche per trenta Pfennig), accompagnata dalla melodia Der Mond ist aufgegangen, composta nel 1790 da Johann Abraham Peter Schulz, compositore originario di Lüneburg e cappellano alla corte danese. Si tratta della melodia comunemente in uso.
Un'altra melodia venne composta nel 1837 da Franz Xaver Luft, che mise in musica anche le altre poesie della raccolta di Christoph von Schmid Blüthen dem blühenden Alter gewidmet.

## Testo
Nel testo, che si compone di 6 strofe di 4 versi ciascuna, alcuni bambini vengono invitati ad accorrere verso la grotta (propriamente, la mangiatoia) di Betlemme (o il Presepe) per adorare in ginocchio il bambino Gesù, come fanno i pastori:
```
Ihr Kinderlein, kommet, o kommet doch all!
Zur Krippe her kommet in Bethlehems Stall
und seht, was in dieser hochheiligen Nacht
der Vater im Himmel für Freude uns macht!

O seht in der Krippe im nächtlichen Stall,
seht hier bei des Lichtleins hell glänzendem Strahl
den reinliche Windeln, das himmlische Kind,
viel schöner und holder als Engel es sind!

Da liegt es, das Kindlein, auf Heu und auf Stroh,
Maria und Josef betrachten es froh.
Die redlichen Hirten knien betend davor,
hoch oben schwebt jubelnd der Engelein Chor.

O beugt wie die Hirten anbetend die Knie,
erhebet die Hände und danket wie sie-
Stimmt freudig, ihr Kinder, wer wollt sich nicht freun,
stimmt freudig zum Jubel der Engel mit ein.

O betet: Du liebes, du göttliches Kind,
was leidest du alles für unsere Sünd!
Ach hier in der Krippe schon Armut und Not,
am Kreuze dort gar noch den bitteren Tod.

So nimm unsre Herzen zum Opfer denn hin;
wir geben Sie gerne mit fröhlichem Sinn.
Ach mache sie heilig und selig wie deins
und mach sie auf ewig mit deinem nur eins.

```

## Versioni in altre lingue

### Versione francese (Bambins et gamines)
Questo canto natalizio è popolare anche in alcune regioni francesi, come l'Alsazia e la Mosella, dove è stato adattato con il titolo Bambins et gamines (in italiano Bambini e ragazzine):
```
Bambins et Gamines
Venez, venez tous
Merveille divine
Se passe chez nous
Voyez dans la crèche
L'enfant nouveau-né
Que dans la nuit fraîche
Dieu nous a donné

Une pauvre étable
Lui sert de maison
Ni chaise, ni table
Rien que paille et son
Une humble chandelle
Suffit à l'enfant
Que le monde appelle
Le Dieu tout puissant

```

### Versione italiana (Venite Bambini)
```
Venite bambini
venite a cantar
Giá gli angeli in cielo
si vedon passar
Guardate bambini
la stella lassú
vi dice bambini
è nato Gesú

Maria e Giuseppe
lo stanno a vegliar
I buoni pastori
son chini a pregar
Guardate bambini
la stella lassú
vi dice bambini
è nato Gesú

```

### Versione inglese (O Come, Little Children/O Dear Little Children)
Come tante altre canzoni natalizie, anche Ihr Kinderlein kommet è stata adattata in lingua inglese. In questa lingua esistono almeno sette versioni, sei delle quali portano il titolo di O Come, Little Children (5 di autore anonimo e una tradotta da Melanie Schute), mentre una, opera del 1920 di una certa Suor Jeanne Marie, è stata intitolata – senza rispecchiare la traduzione letterale del titolo tedesco – O Dear Little Children.